# Dreiband-Europameisterschaft 2005

Logo CEB (ausrichtender Verband)

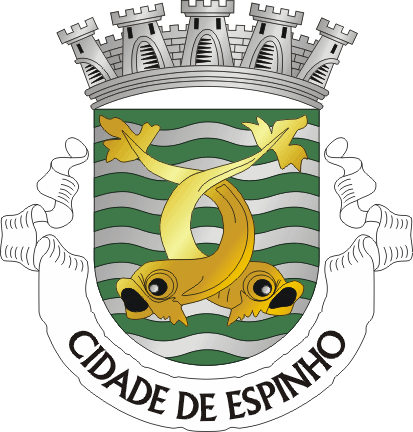
Veranstaltungsort: Espinho

Die Dreiband-Europameisterschaft 2005 war das 62. Turnier in dieser Disziplin des Karambolagebillards und fand vom 12. bis zum 15. Mai 2005 in Porto statt. Es war die dritte Dreiband-EM in Porto.

## Geschichte
Der Schwede Torbjörn Blomdahl sicherte sich in Portugal ungeschlagen seinen achten Dreiband Europameistertitel. Nach für ihn mäßigem Start steigerte er sich in der KO-Runde und wurde mit Weltklasseleistungen im Halbfinale und Finale verdient neuer Titelträger. Für alle Turnierbestleistungen sorgte aber der Niederländer Dick Jaspers. Einzig im Halbfinale gegen Frédéric Caudron schwächelte er ein wenig und verpasste damit den Einzug ins Finale. Stark zeigten sich wieder einmal die Dänen, die als einzige Nation zwei Spieler ins Viertelfinale brachten. Für die Deutschen und Österreichischen Akteure lief das Turnier nicht nach Wunsch. Lediglich Ex-Weltmeister Christian Rudolph schaffte den Sprung in die KO-Runde. Dort war aber auch für ihn nach mäßiger Leistung gegen den zweimaligen Junioren-Europameister Brian Knudsen aus Dänemark Endstation. Der Silbermedaillengewinner der Vorjahres Martin Horn scheiterte bereits in der Gruppenphase.

## Modus
Gespielt wurde das Turnier mit 32 Teilnehmern. In den Gruppenspielen wurde auf zwei Gewinnsätze à 15 Points gespielt. Ab dem Achtelfinale ging es um drei Gewinnsätze pro Spiel. Platz drei wurde nicht mehr ausgespielt.

## Gruppenphase
| MP    | Match Points (Sieger = 2; Unentschieden = 1; Verlierer = 0) |
| Pkte. | Erzielte Karambolagen                                       |
| Aufn. | Benötigte Versuche                                          |
| GD    | Generaldurchschnitt                                         |
| BED   | Bester Einzeldurchschnitt eines Spielers                    |
| HS    | Höchstserie                                                 |
|       | Bester GD des Turniers                                      |
|       | Bester ED des Turniers                                      |
|       | Beste HS des Turniers                                       |
|       | 1. Platz (Gold)                                             |
|       | 2. Platz (Silber)                                           |
|       | 3. Platz (Bronze)                                           |

| Abschlusstabelle Gruppe A | Abschlusstabelle Gruppe A | Abschlusstabelle Gruppe A | Abschlusstabelle Gruppe A | Abschlusstabelle Gruppe A | Abschlusstabelle Gruppe A | Abschlusstabelle Gruppe A | Abschlusstabelle Gruppe A | Abschlusstabelle Gruppe A |
| Platz                     | Name                      | MP                        | SV                        | Pkt.                      | Aufn.                     | GD                        | BED                       | HS                        |
| ------------------------- | ------------------------- | ------------------------- | ------------------------- | ------------------------- | ------------------------- | ------------------------- | ------------------------- | ------------------------- |
| 1                         | Brian Knudsen             | 4                         | 5:3                       | 93                        | 71                        | 1,309                     | 1,875                     | 8                         |
| 2                         | Murat Naci Çoklu          | 4                         | 4:4                       | 101                       | 90                        | 1,122                     | 1,290                     | 6                         |
| 3                         | Raúl Hernández            | 2                         | 4:4                       | 97                        | 90                        | 1,077                     | 1,428                     | 6                         |
| 4                         | Eddy Merckx               | 2                         | 3:5                       | 90                        | 80                        | 1,125                     | 1,517                     | 7                         |

| Abschlusstabelle Gruppe B | Abschlusstabelle Gruppe B | Abschlusstabelle Gruppe B | Abschlusstabelle Gruppe B | Abschlusstabelle Gruppe B | Abschlusstabelle Gruppe B | Abschlusstabelle Gruppe B | Abschlusstabelle Gruppe B | Abschlusstabelle Gruppe B |
| Platz                     | Name                      | MP                        | SV                        | Pkt.                      | Aufn.                     | GD                        | BED                       | HS                        |
| ------------------------- | ------------------------- | ------------------------- | ------------------------- | ------------------------- | ------------------------- | ------------------------- | ------------------------- | ------------------------- |
| 1                         | Adnan Yüksel              | 6                         | 6:1                       | 95                        | 94                        | 1,010                     | 1,071                     | 5                         |
| 2                         | Daniel Sánchez            | 4                         | 4:3                       | 95                        | 61                        | 1,557                     | 2,727                     | 10                        |
| 3                         | Yilmaz Özcan              | 2                         | 4:4                       | 82                        | 77                        | 1,064                     | 1,250                     | 6                         |
| 4                         | Jan Niederlander          | 0                         | 0:6                       | 43                        | 60                        | 0,716                     | –                         | 3                         |

| Abschlusstabelle Gruppe C | Abschlusstabelle Gruppe C | Abschlusstabelle Gruppe C | Abschlusstabelle Gruppe C | Abschlusstabelle Gruppe C | Abschlusstabelle Gruppe C | Abschlusstabelle Gruppe C | Abschlusstabelle Gruppe C | Abschlusstabelle Gruppe C |
| Platz                     | Name                      | MP                        | SV                        | Pkt.                      | Aufn.                     | GD                        | BED                       | HS                        |
| ------------------------- | ------------------------- | ------------------------- | ------------------------- | ------------------------- | ------------------------- | ------------------------- | ------------------------- | ------------------------- |
| 1                         | Torbjörn Blomdahl         | 6                         | 6:2                       | 107                       | 79                        | 1,354                     | 1,653                     | 7                         |
| 2                         | Christian Rudolph         | 4                         | 5:2                       | 99                        | 85                        | 1,164                     | 1,304                     | 7                         |
| 3                         | Salvatore Papa            | 2                         | 3:5                       | 84                        | 80                        | 1,050                     | 1,281                     | 5                         |
| 4                         | Nalle Olsson              | 0                         | 1:6                       | 86                        | 82                        | 1,048                     | –                         | 6                         |

| Abschlusstabelle Gruppe D | Abschlusstabelle Gruppe D | Abschlusstabelle Gruppe D | Abschlusstabelle Gruppe D | Abschlusstabelle Gruppe D | Abschlusstabelle Gruppe D | Abschlusstabelle Gruppe D | Abschlusstabelle Gruppe D | Abschlusstabelle Gruppe D |
| Platz                     | Name                      | MP                        | SV                        | Pkt.                      | Aufn.                     | GD                        | BED                       | HS                        |
| ------------------------- | ------------------------- | ------------------------- | ------------------------- | ------------------------- | ------------------------- | ------------------------- | ------------------------- | ------------------------- |
| 1                         | Dick Jaspers              | 4                         | 5:2                       | 90                        | 43                        | 2,093                     | 3,333                     | 12                        |
| 2                         | Kos. Papakonstantinou     | 4                         | 4:3                       | 83                        | 66                        | 1,257                     | 1,578                     | 5                         |
| 3                         | Ihab El Messery           | 4                         | 5:4                       | 106                       | 94                        | 1,127                     | 1,684                     | 8                         |
| 4                         | Jorge Fernandes Alipio    | 0                         | 1:6                       | 59                        | 69                        | 0,855                     | –                         | 4                         |

| Abschlusstabelle Gruppe E | Abschlusstabelle Gruppe E | Abschlusstabelle Gruppe E | Abschlusstabelle Gruppe E | Abschlusstabelle Gruppe E | Abschlusstabelle Gruppe E | Abschlusstabelle Gruppe E | Abschlusstabelle Gruppe E | Abschlusstabelle Gruppe E |
| Platz                     | Name                      | MP                        | SV                        | Pkt.                      | Aufn.                     | GD                        | BED                       | HS                        |
| ------------------------- | ------------------------- | ------------------------- | ------------------------- | ------------------------- | ------------------------- | ------------------------- | ------------------------- | ------------------------- |
| 1                         | Frédéric Caudron          | 4                         | 5:2                       | 86                        | 80                        | 1,075                     | 1,250                     | 6                         |
| 2                         | Tonny Carlsen             | 4                         | 5:3                       | 98                        | 92                        | 1,065                     | 1,666                     | 6                         |
| 3                         | Martin Bohác              | 2                         | 3:5                       | 95                        | 106                       | 0,896                     | 0,844                     | 5                         |
| 4                         | Thorsten Frings           | 2                         | 2:5                       | 62                        | 81                        | 0,765                     | 1,052                     | 5                         |

| Abschlusstabelle Gruppe F | Abschlusstabelle Gruppe F | Abschlusstabelle Gruppe F | Abschlusstabelle Gruppe F | Abschlusstabelle Gruppe F | Abschlusstabelle Gruppe F | Abschlusstabelle Gruppe F | Abschlusstabelle Gruppe F | Abschlusstabelle Gruppe F |
| Platz                     | Name                      | MP                        | SV                        | Pkt.                      | Aufn.                     | GD                        | BED                       | HS                        |
| ------------------------- | ------------------------- | ------------------------- | ------------------------- | ------------------------- | ------------------------- | ------------------------- | ------------------------- | ------------------------- |
| 1                         | Dion Nelin                | 6                         | 6:1                       | 91                        | 60                        | 1,516                     | 1,764                     | 8                         |
| 2                         | Tayfun Taşdemir           | 4                         | 4:3                       | 95                        | 75                        | 1,266                     | 1,764                     | 7                         |
| 3                         | Martin Horn               | 2                         | 3:5                       | 101                       | 89                        | 1,134                     | 1,428                     | 5                         |
| 4                         | Herbert Szivacz           | 0                         | 2:6                       | 63                        | 66                        | 0,954                     | –                         | 4                         |

| Abschlusstabelle Gruppe G | Abschlusstabelle Gruppe G | Abschlusstabelle Gruppe G | Abschlusstabelle Gruppe G | Abschlusstabelle Gruppe G | Abschlusstabelle Gruppe G | Abschlusstabelle Gruppe G | Abschlusstabelle Gruppe G | Abschlusstabelle Gruppe G |
| Platz                     | Name                      | MP                        | SV                        | Pkt.                      | Aufn.                     | GD                        | BED                       | HS                        |
| ------------------------- | ------------------------- | ------------------------- | ------------------------- | ------------------------- | ------------------------- | ------------------------- | ------------------------- | ------------------------- |
| 1                         | Jean Paul de Bruijn       | 6                         | 6:1                       | 103                       | 65                        | 1,584                     | 1,666                     | 11                        |
| 2                         | Nikos Polychronopoulos    | 2                         | 3:4                       | 85                        | 62                        | 1,370                     | 1,875                     | 6                         |
| 3                         | Filipos Kasidokostas      | 2                         | 4:5                       | 106                       | 92                        | 1,152                     | 1,285                     | 9                         |
| 4                         | Manuel Santos Oliveira    | 2                         | 2:5                       | 65                        | 68                        | 0,955                     | 1,083                     | 6                         |

| Abschlusstabelle Gruppe H | Abschlusstabelle Gruppe H | Abschlusstabelle Gruppe H | Abschlusstabelle Gruppe H | Abschlusstabelle Gruppe H | Abschlusstabelle Gruppe H | Abschlusstabelle Gruppe H | Abschlusstabelle Gruppe H | Abschlusstabelle Gruppe H |
| Platz                     | Name                      | MP                        | SV                        | Pkt.                      | Aufn.                     | GD                        | BED                       | HS                        |
| ------------------------- | ------------------------- | ------------------------- | ------------------------- | ------------------------- | ------------------------- | ------------------------- | ------------------------- | ------------------------- |
| 1                         | Marco Zanetti             | 6                         | 6:1                       | 95                        | 63                        | 1,507                     | 2,000                     | 8                         |
| 2                         | Jérémy Bury               | 4                         | 4:3                       | 85                        | 55                        | 1,545                     | 1,952                     | 8                         |
| 3                         | Francis Forton            | 2                         | 4:4                       | 97                        | 73                        | 1,328                     | 1,200                     | 5                         |
| 4                         | Jorge Theriaga            | 0                         | 0:6                       | 52                        | 61                        | 0,852                     | –                         | 5                         |

## Finalrunde
Im Folgenden ist der Turnierbaum der Finalrunde aufgelistet. Legende: SP/Pkte/Aufn/HS

|  | Achtelfinale            | Achtelfinale |                  |                   | Viertelfinale          | Viertelfinale |  |  | Halbfinale | Halbfinale |  |  | Finale | Finale |
|  |                         |              |                  |                   |                        |               |  |  |            |            |  |  |        |        |
|  |                         |              |                  |                   |                        |               |  |  |            |            |  |  |        |        |
|  | Murat Naci Çoklu        | 1/38/35/4    |                  |                   |                        |               |  |  |            |            |  |  |        |        |
|  | Dion Nelin              | 3/59/36/9    |                  |                   |                        |               |  |  |            |            |  |  |        |        |
|  | Dion Nelin              | 3/59/36/9    | Dion Nelin       | 2/66/47/9         |                        |               |  |  |            |            |  |  |        |        |
|  |                         |              | Dion Nelin       | 2/66/47/9         |                        |               |  |  |            |            |  |  |        |        |
|  |                         |              |                  |                   | Frédéric Caudron       | 3/66/47/9     |  |  |            |            |  |  |        |        |
|  | Frédéric Caudron        | 3/55/33/6    |                  |                   | Frédéric Caudron       | 3/66/47/9     |  |  |            |            |  |  |        |        |
|  | Frédéric Caudron        | 3/55/33/6    |                  |                   |                        |               |  |  |            |            |  |  |        |        |
|  | Tonny Carlsen           | 1/38/32/6    |                  |                   |                        |               |  |  |            |            |  |  |        |        |
|  | Tonny Carlsen           | 1/38/32/6    | Frédéric Caudron | 3/61/37/9         |                        |               |  |  |            |            |  |  |        |        |
|  |                         |              | Frédéric Caudron | 3/61/37/9         |                        |               |  |  |            |            |  |  |        |        |
|  |                         |              |                  | Dick Jaspers      | 2/47/36/8              |               |  |  |            |            |  |  |        |        |
|  | Marco Zanetti           | 3/57/40/6    |                  | Dick Jaspers      | 2/47/36/8              |               |  |  |            |            |  |  |        |        |
|  | Marco Zanetti           | 3/57/40/6    |                  |                   |                        |               |  |  |            |            |  |  |        |        |
|  | Kostas Papakonstantinou | 1/40/40/4    |                  |                   |                        |               |  |  |            |            |  |  |        |        |
|  | Kostas Papakonstantinou | 1/40/40/4    | Marco Zanetti    | 2/43/31/9         |                        |               |  |  |            |            |  |  |        |        |
|  |                         |              | Marco Zanetti    | 2/43/31/9         |                        |               |  |  |            |            |  |  |        |        |
|  |                         |              |                  |                   | Dick Jaspers           | 3/60/32/9     |  |  |            |            |  |  |        |        |
|  | Dick Jaspers            | 3/45/15/13   |                  |                   | Dick Jaspers           | 3/60/32/9     |  |  |            |            |  |  |        |        |
|  | Dick Jaspers            | 3/45/15/13   |                  |                   |                        |               |  |  |            |            |  |  |        |        |
|  | Daniel Sánchez          | 0/17/13/5    |                  |                   |                        |               |  |  |            |            |  |  |        |        |
|  | Daniel Sánchez          | 0/17/13/5    | Frédéric Caudron | 0/12/13/4         |                        |               |  |  |            |            |  |  |        |        |
|  |                         |              | Frédéric Caudron | 0/12/13/4         |                        |               |  |  |            |            |  |  |        |        |
|  |                         |              |                  | Torbjörn Blomdahl | 3/45/15/8              |               |  |  |            |            |  |  |        |        |
|  | Brian Knudsen           | 3/45/37/4    |                  | Torbjörn Blomdahl | 3/45/15/8              |               |  |  |            |            |  |  |        |        |
|  | Brian Knudsen           | 3/45/37/4    |                  |                   |                        |               |  |  |            |            |  |  |        |        |
|  | Christian Rudolph       | 0/29/36/4    |                  |                   |                        |               |  |  |            |            |  |  |        |        |
|  | Christian Rudolph       | 0/29/36/4    | Brian Knudsen    | 3/55/37/5         |                        |               |  |  |            |            |  |  |        |        |
|  |                         |              | Brian Knudsen    | 3/55/37/5         |                        |               |  |  |            |            |  |  |        |        |
|  |                         |              |                  |                   | Nikos Polychronopoulos | 1/27/36/5     |  |  |            |            |  |  |        |        |
|  | Nikos Polychronopoulos  | 3/51/31/7    |                  |                   | Nikos Polychronopoulos | 1/27/36/5     |  |  |            |            |  |  |        |        |
|  | Nikos Polychronopoulos  | 3/51/31/7    |                  |                   |                        |               |  |  |            |            |  |  |        |        |
|  | Jean Paul de Bruijn     | 1/43/30/10   |                  |                   |                        |               |  |  |            |            |  |  |        |        |
|  | Jean Paul de Bruijn     | 1/43/30/10   | Brian Knudsen    | 1/36/17/5         |                        |               |  |  |            |            |  |  |        |        |
|  |                         |              | Brian Knudsen    | 1/36/17/5         |                        |               |  |  |            |            |  |  |        |        |
|  |                         |              |                  | Torbjörn Blomdahl | 3/55/18/12             |               |  |  |            |            |  |  |        |        |
|  | Adnan Yüksel            | 3/56/36/10   |                  | Torbjörn Blomdahl | 3/55/18/12             |               |  |  |            |            |  |  |        |        |
|  | Adnan Yüksel            | 3/56/36/10   |                  |                   |                        |               |  |  |            |            |  |  |        |        |
|  | Tayfun Taşdemir         | 2/43/36/11   |                  |                   |                        |               |  |  |            |            |  |  |        |        |
|  | Tayfun Taşdemir         | 2/43/36/11   | Adnan Yüksel     | 0/21/27/4         |                        |               |  |  |            |            |  |  |        |        |
|  |                         |              | Adnan Yüksel     | 0/21/27/4         |                        |               |  |  |            |            |  |  |        |        |
|  |                         |              |                  |                   | Torbjörn Blomdahl      | 3/45/29/10    |  |  |            |            |  |  |        |        |
|  | Jérémy Bury             | 1/45/46/4    |                  |                   | Torbjörn Blomdahl      | 3/45/29/10    |  |  |            |            |  |  |        |        |
|  | Jérémy Bury             | 1/45/46/4    |                  |                   |                        |               |  |  |            |            |  |  |        |        |
|  | Torbjörn Blomdahl       | 3/57/47/10   |                  |                   |                        |               |  |  |            |            |  |  |        |        |

## Abschlusstabelle
| Endklassement   | Endklassement | Endklassement           | Endklassement | Endklassement | Endklassement | Endklassement | Endklassement | Endklassement | Endklassement | Endklassement |
| Phase           | Platz         | Name                    | MP            | SV            | Pkt.          | Aufn.         | GD            | BED           | BSD           | HS            |
| --------------- | ------------- | ----------------------- | ------------- | ------------- | ------------- | ------------- | ------------- | ------------- | ------------- | ------------- |
| Finale          | 1             | Torbjörn Blomdahl       | 14:0          | 18:4          | 309           | 188           | 1,643         | 3,055         | 3,750         | 12            |
| Finale          | 2             | Frédéric Caudron        | 10:4          | 14:10         | 280           | 210           | 1,333         | 1,666         | 3,000         | 9             |
| Halb- finale    | 3             | Dick Jaspers            | 8:4           | 13:6          | 242           | 126           | 1,920         | 3,333         | 7,500         | 13            |
| Halb- finale    | 3             | Brian Knudsen           | 8:4           | 12:7          | 229           | 162           | 1,413         | 1,875         | 3,000         | 8             |
| Viertel- finale | 5             | Dion Nelin              | 8:2           | 11:5          | 216           | 143           | 1,510         | 1,764         | 3,750         | 9             |
| Viertel- finale | 6             | Marco Zanetti           | 8:2           | 11:5          | 195           | 134           | 1,455         | 2,000         | 3,000         | 9             |
| Viertel- finale | 7             | Adnan Yüksel            | 8:2           | 9:6           | 172           | 157           | 1,095         | 1,556         | 3,000         | 10            |
| Viertel- finale | 8             | Nikos Polychronopoulos  | 4:6           | 7:8           | 163           | 129           | 1,263         | 1,875         | 3,000         | 7             |
| Achtel- finale  | 9             | Jean Paul de Bruijn     | 6:2           | 7:4           | 146           | 95            | 1,536         | 1,666         | 3,000         | 11            |
| Achtel- finale  | 10            | Tayfun Taşdemir         | 4:4           | 6:6           | 138           | 111           | 1,243         | 1,764         | 2,500         | 11            |
| Achtel- finale  | 11            | Tonny Carlsen           | 4:4           | 6:6           | 136           | 124           | 1,096         | 1,666         | 2,500         | 6             |
| Achtel- finale  | 12            | Christian Rudolph       | 4:4           | 5:5           | 128           | 121           | 1,057         | 1,304         | 1,666         | 7             |
| Achtel- finale  | 13            | Jérémy Bury             | 4:4           | 5:6           | 130           | 101           | 1,287         | 1,952         | 3,750         | 8             |
| Achtel- finale  | 14            | Kostas Papakonstantinou | 4:4           | 5:6           | 123           | 106           | 1,160         | 1,578         | 1,875         | 5             |
| Achtel- finale  | 15            | Murat Naci Çoklu        | 4:4           | 5:7           | 139           | 125           | 1,112         | 1,290         | 1,363         | 6             |
| Achtel- finale  | 16            | Daniel Sánchez          | 4:4           | 4:6           | 112           | 74            | 1,513         | 2,727         | 3,750         | 10            |
| Gruppen- phase  | 17            | Ihab El Messery         | 4:2           | 5:4           | 106           | 94            | 1,127         | 1,684         | 1,500         | 8             |
| Gruppen- phase  | 18            | Francis Forton          | 2:4           | 4:4           | 97            | 73            | 1,328         | 1,200         | 1,500         | 5             |
| Gruppen- phase  | 19            | Raúl Hernández          | 2:4           | 4:4           | 97            | 90            | 1,077         | 1,428         | 1,500         | 6             |
| Gruppen- phase  | 20            | Yilmaz Özcan            | 2:4           | 4:4           | 82            | 77            | 1,064         | 1,250         | 1,666         | 6             |
| Gruppen- phase  | 21            | Filipos Kasidokostas    | 2:4           | 4:5           | 106           | 92            | 1,152         | 1,285         | 1,500         | 9             |
| Gruppen- phase  | 22            | Martin Horn             | 2:4           | 3:5           | 101           | 89            | 1,134         | 1,428         | 2,142         | 5             |
| Gruppen- phase  | 23            | Salvatore Papa          | 2:4           | 3:5           | 84            | 80            | 1,050         | 1,281         | 1,500         | 5             |
| Gruppen- phase  | 24            | Martin Bohác            | 2:4           | 3:5           | 95            | 106           | 0,896         | 0,844         | 2,142         | 5             |
| Gruppen- phase  | 25            | Eddy Merckx             | 2:4           | 3:5           | 90            | 80            | 1,125         | 1,517         | 2,500         | 7             |
| Gruppen- phase  | 26            | Manuel Santos Oliveira  | 2:4           | 2:5           | 65            | 68            | 0,955         | 1,083         | 2,142         | 6             |
| Gruppen- phase  | 27            | Thorsten Frings         | 2:4           | 2:5           | 62            | 81            | 0,765         | 1,052         | 1,666         | 5             |
| Gruppen- phase  | 28            | Herbert Szivacz         | 0:6           | 2:6           | 63            | 66            | 0,954         | –             | 2,500         | 6             |
| Gruppen- phase  | 29            | Nalle Olsson            | 0:6           | 1:6           | 86            | 82            | 1,048         | –             | 1,500         | 6             |
| Gruppen- phase  | 30            | Jorge Fernandes Alipio  | 0:6           | 1:6           | 59            | 69            | 0,855         | –             | 1,250         | 4             |
| Gruppen- phase  | 31            | Jorge Theriaga          | 0:6           | 0:6           | 52            | 61            | 0,852         | –             | –             | 5             |
| Gruppen- phase  | 32            | Jan Niederlander        | 0:6           | 0:6           | 43            | 60            | 0,716         | –             | –             | 3             |